# Василије Вујачић
Василије Вујачић Вајо (Грахово, код Никшића, 1. мај 1917 — Благај, код Мостара, 12. април 1943), учесник Народноослободилачке борбе и народни херој Југославије.

## Биографија
Рођен је 1. марта 1917. године у Грахову, код Никшића. Основну школу је завршио у родном селу, а пошто није имао новца да даље школовање, бавио се земљорадњом и потом је учио столарски занат. Револуционарном покрету приступио је веома рано, јер су чланови његове уже породице — два брата и снаја били чланови илегалне Комунистичке партије Југославије (КПЈ). У чланство Савеза комунистичке омладине Југославије (СКОЈ) примљен је 1939. године, а члан КПЈ је постао 1941. године. Као скојевац активно је деловао међу омладином, а учествовао је и у низу политичкиих акција, које је КПЈ организовала у Грахову и Никшићу.
Учествовао је у Априлском рату, 1941. године, а капитулација Југословенске војске га је затекла на фронту. Заједно с групом војника је избегао заробљавање и вратио се у родно место. Активно је учествовао у припремама оружаног устанка, а пре свега прикљупљању оружја и муниције, а радио је и на политичко-пропагандним пословима. Учествовао је у Тринаестојулском устанку, а посебно се истако у нападу на Грахово. Био је активан и у поновном оживљавању устанка, крајем лета и почетком јесени 1941. године. Истакао се у борби против италијанских окупаторских снага на Црквинама, децембра 1941. године. Тада је успео да сам зароби и разоружа 17 италијанских војника. За овај подвиг био је јавно похваљен од стране команданта Никшићког партизанског одреда Саве Ковачевића.
Почетком 1942. године, учествовао је у борбама које је Граховски партизански батаљон водио у Херцеговини. Истицао се као храбар борац, а у једној борби је упао у непријатељску заседу и био заробљен, али је успео да побегне и врати се у своју јединицу. Почетком марта 1942. године је био рањен. 
Указом Президијума Народне скупштине Федеративне Народне Републике Југославије, 21. децембра 1951. године, проглашен је за народног хероја.